# Acacia terminalis
Acacia terminalis är en ärtväxtart som först beskrevs av Richard Anthony Salisbury, och fick sitt nu gällande namn av James Francis Macbride. Acacia terminalis ingår i släktet akacior, och familjen ärtväxter. Inga underarter finns listade i Catalogue of Life.

## Bildgalleri

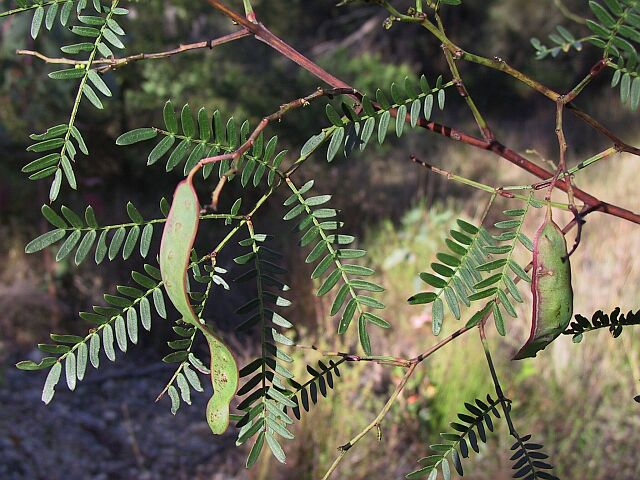
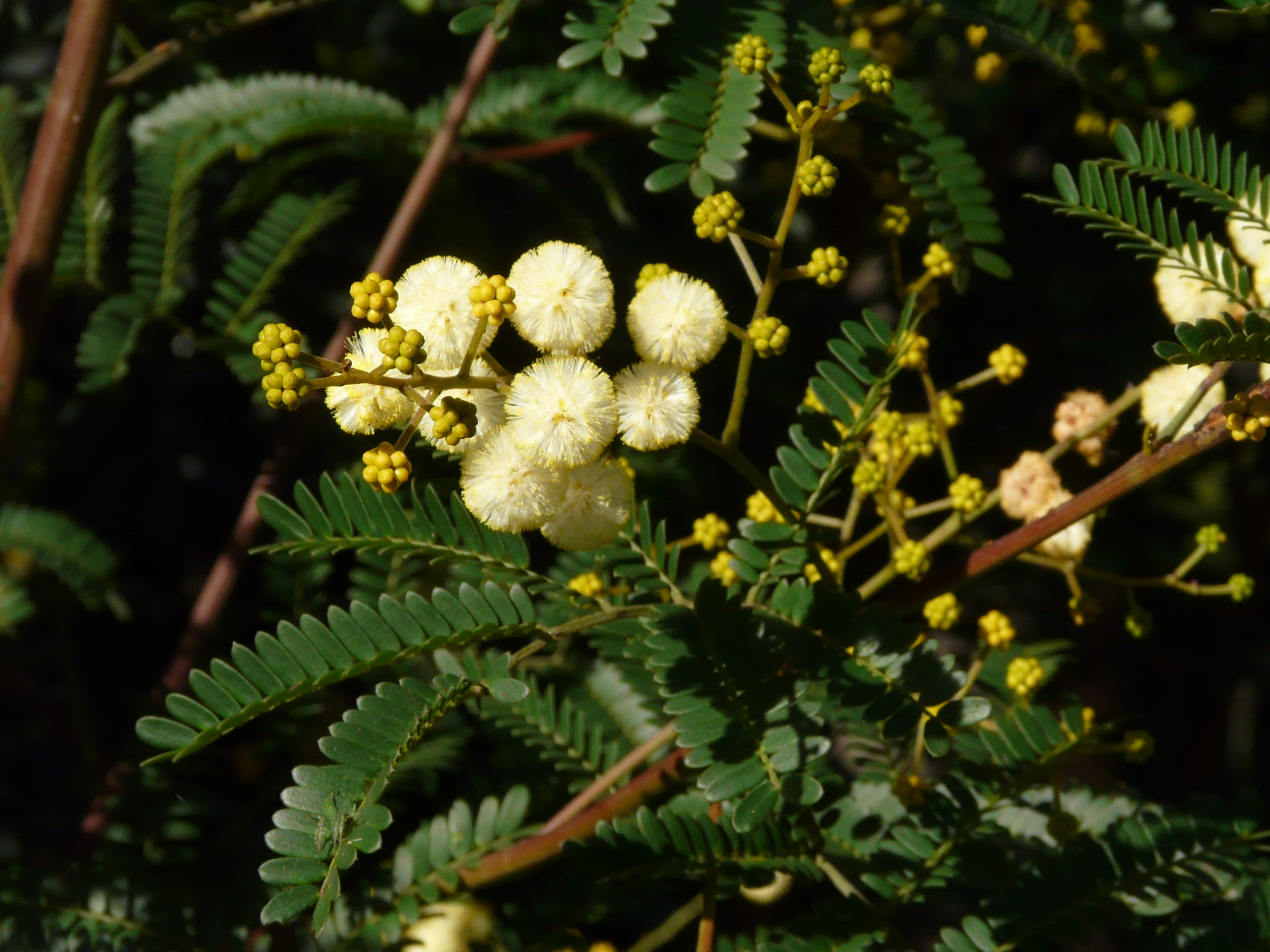
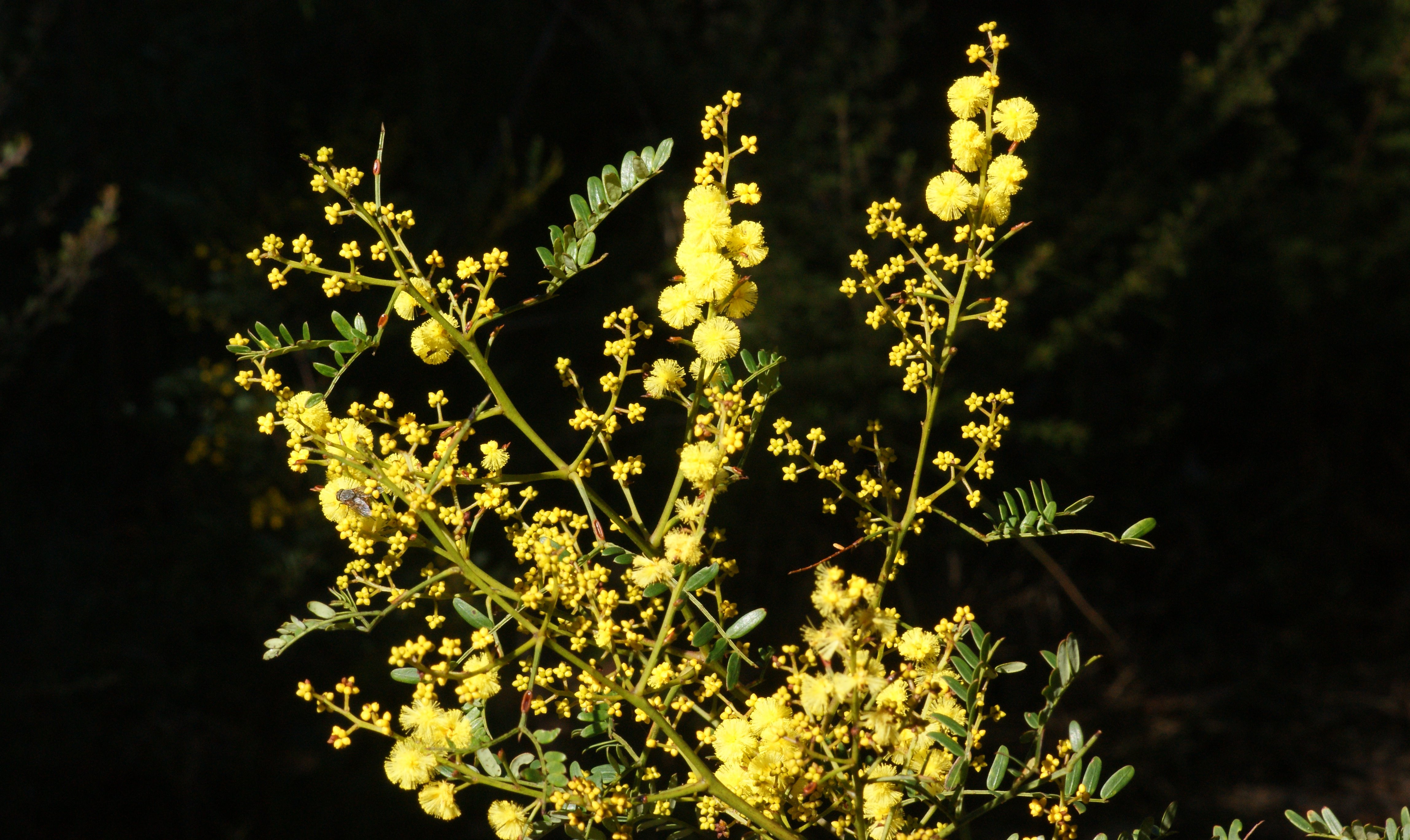
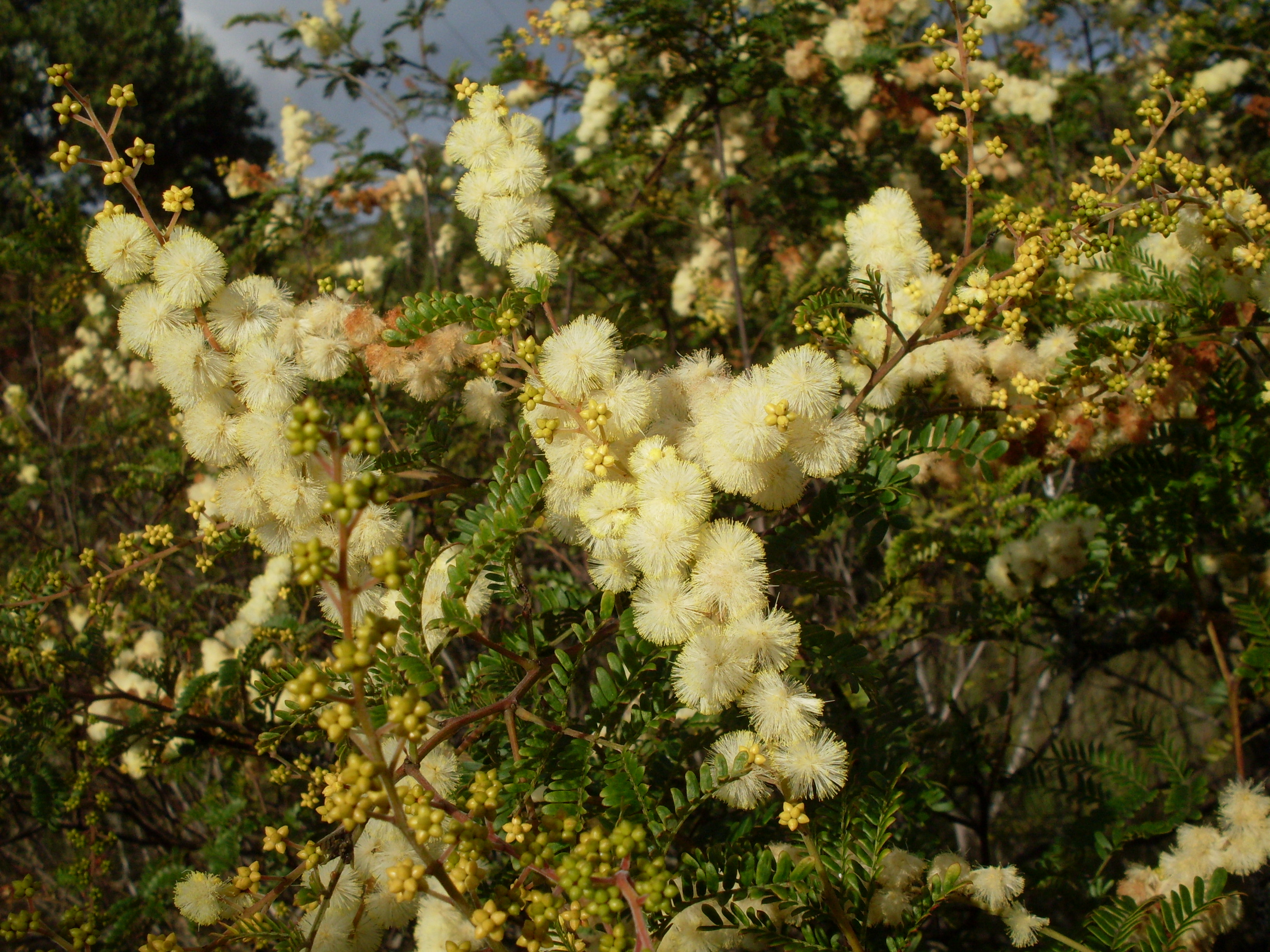
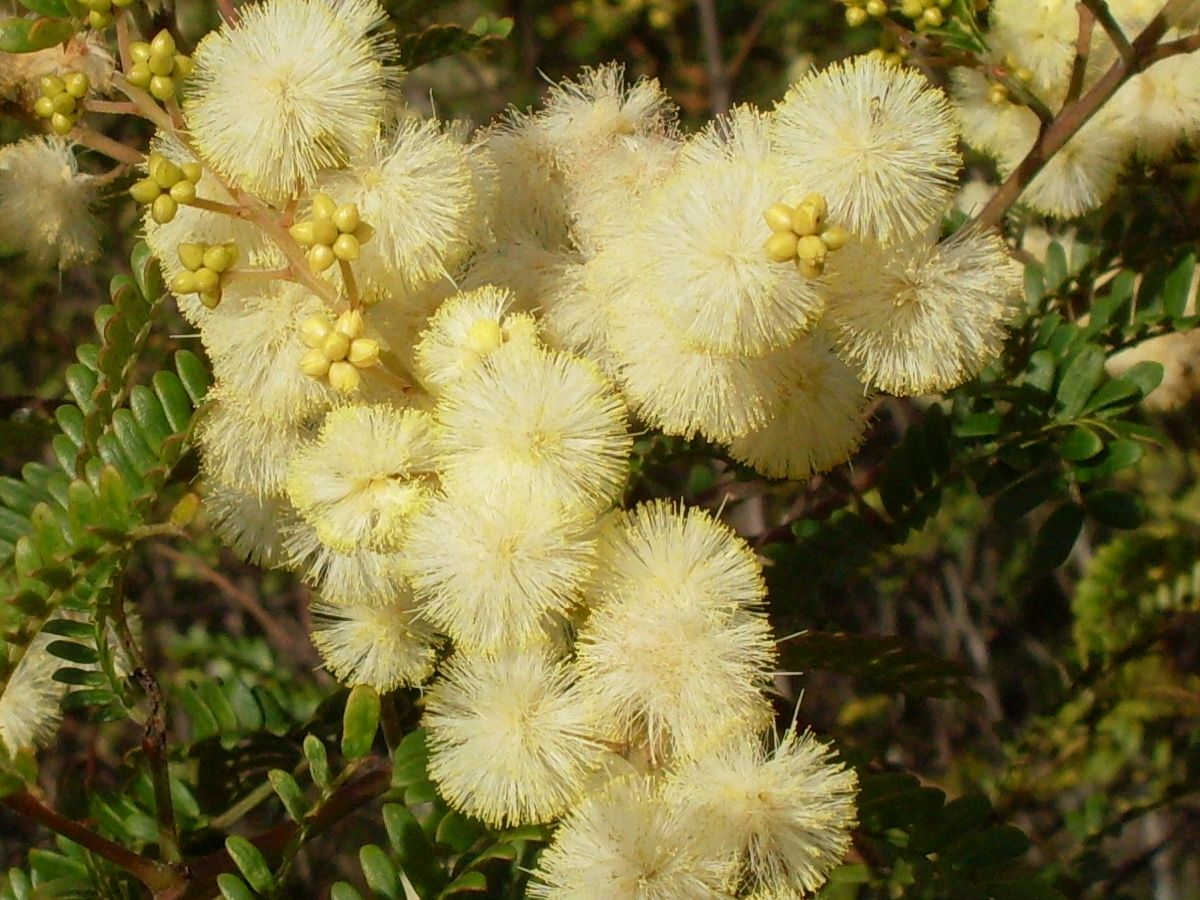
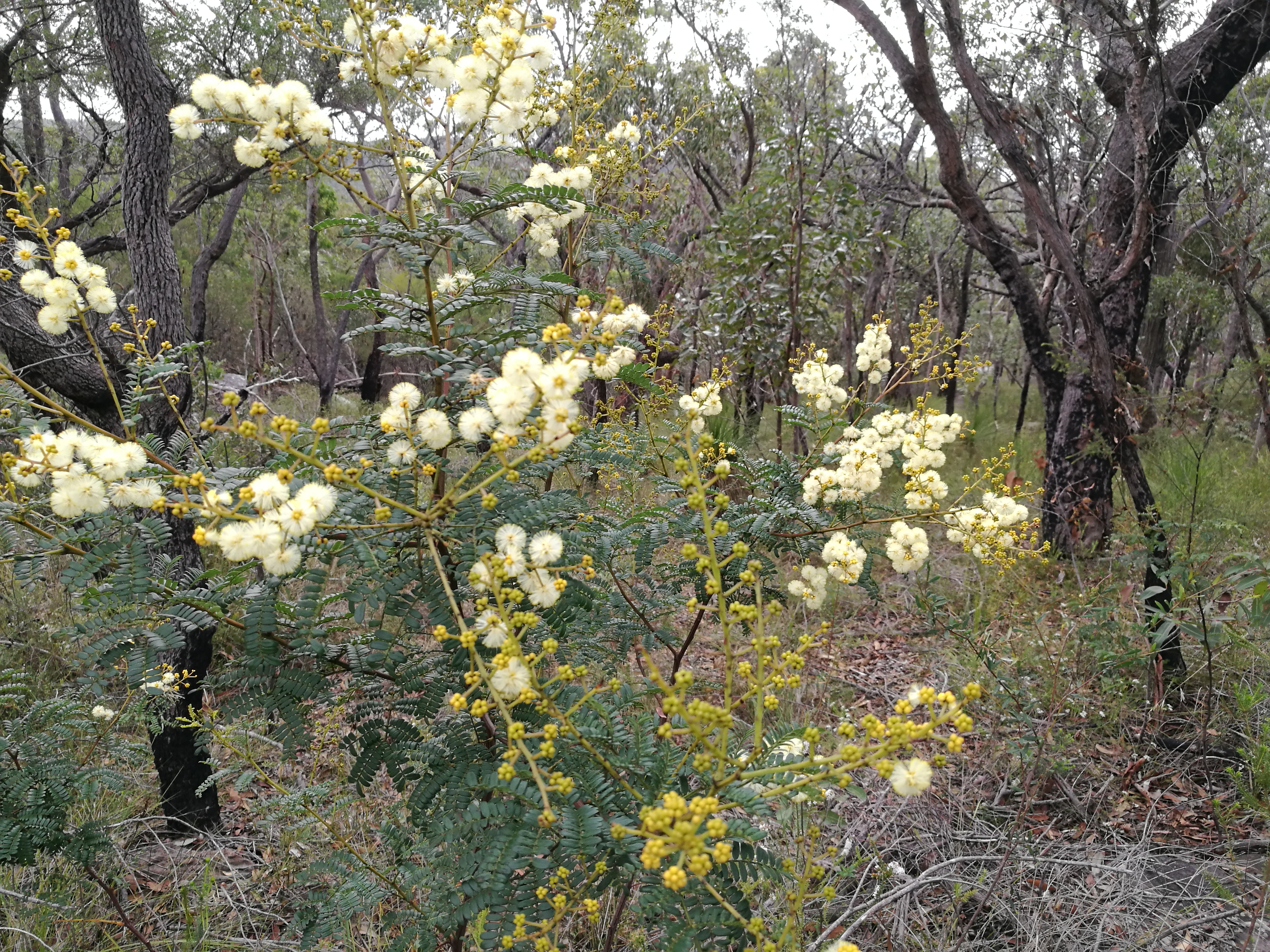